# 우메무라 하루키
우메무라 하루키(일본어: 梅村 晴貴, 1995년 5월 14일 ~ )는 일본의 전 축구 선수이다.

## 구단 경력
그는 2014년부터 2017년까지 J리그의 카탈레 도야마에서 활동하였다.